# Ерлбах (Горња Баварска)
Ерлбах (њем. Erlbach) општина је у њемачкој савезној држави Баварска. Једно је од 24 општинска средишта округа Алтетинг. Према процјени из 2010. у општини је живјело 1.211 становника. Посједује регионалну шифру (AGS) 9171115.

## Географски и демографски подаци
Ерлбах се налази у савезној држави Баварска у округу Алтетинг. Општина се налази на надморској висини од 453 метра. Површина општине износи 28,1 km². У самом мјесту је, према процјени из 2010. године, живјело 1.211 становника. Просјечна густина становништва износи 43 становника/km².